# La Vie d'O'Haru femme galante
Pour plus de détails, voir Fiche technique et Distribution.
La Vie d'O'Haru femme galante (西鶴一代女, Saikaku ichidai onna) est un film japonais réalisé par Kenji Mizoguchi, sorti en 1952.

## Synopsis
Une ancienne prostituée, O'Haru, se souvient que jeune fille, elle était amoureuse d'un homme de caste inférieure qui, pour cette raison, a été exécuté. La famille de O'Haru a été exilée et la jeune femme, par un enchaînement de circonstances, est passée d'un homme à l'autre : d'abord concubine d'un prince dont l'épouse est stérile, elle est chassée dès qu'elle donne naissance à un enfant ; son père la vend alors comme courtisane.

## Fiche technique
- Titre : La Vie d'O'Haru femme galante
- Titre original : 西鶴一代女 (Saikaku ichidai onna?)
- Réalisateur : Kenji Mizoguchi
- Scénario : Yoshikata Yoda et Kenji Mizoguchi, d'après le roman La Vie d'une femme galante (好色一代女, Kōshoku ichidai onna?) de Ihara Saikaku traduit en France sous le titre Vie d'une amie de la volupté.
- Photographie : Yoshimi Hirano
- Montage : Toshio Gotō
- Musique : Ichirō Saitō
- Producteur : Hideo Koi
- Société de production : Shintōhō
- Pays de production :  Japon
- Langue originale : japonais
- Genre : drame
- Format : noir et blanc - 35 mm - 1,37:1 - son mono
- Durée : 148 minutes[1]
- Dates de sortie :
  - Japon : 17 avril 1952[1]
  - France : 3 février 1954[2]

## Distribution
- Kinuyo Tanaka : O'Haru

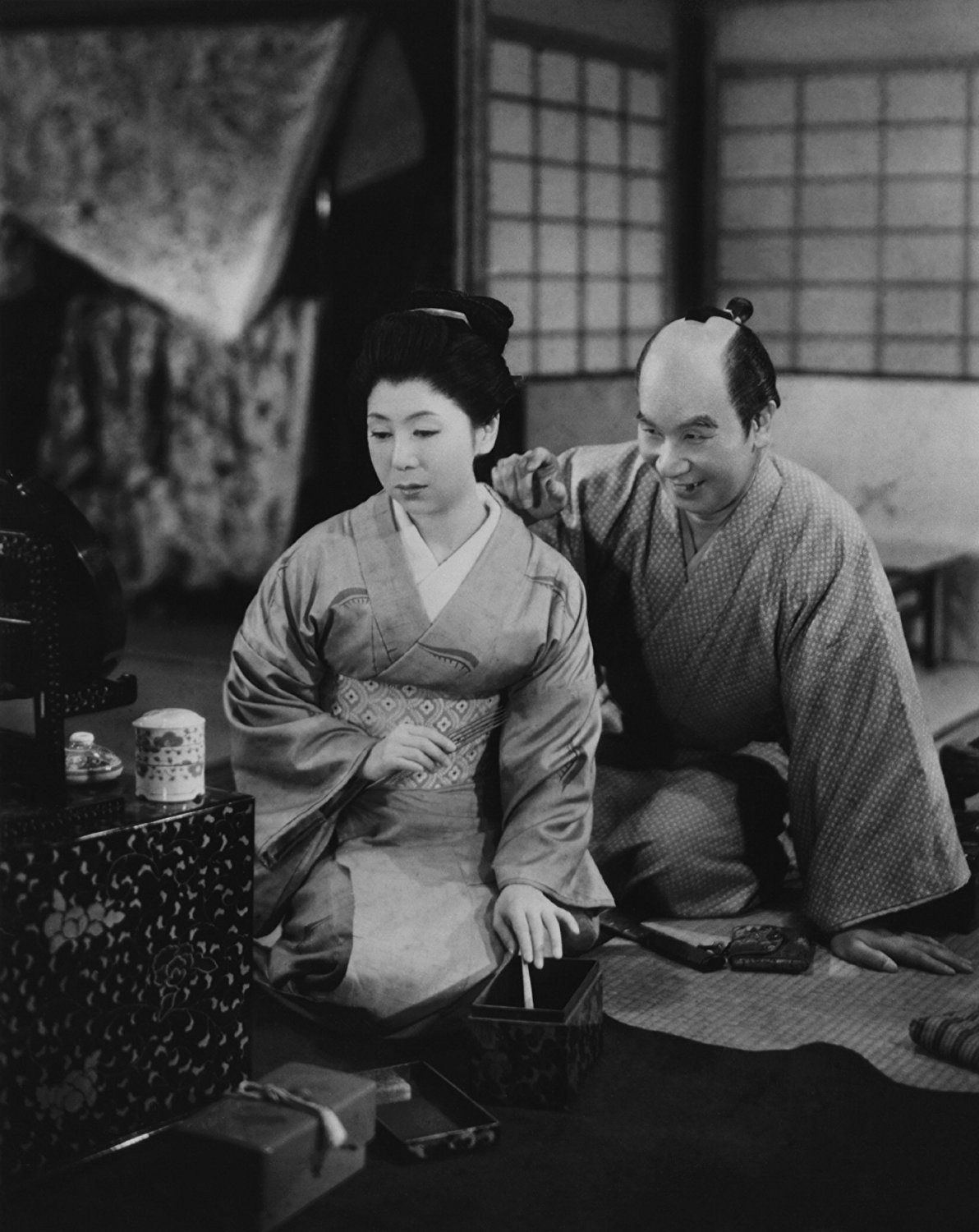
Kinuyo Tanaka et Eitarō Shindō.

- Ichirō Sugai : Shinzaemon, son père
- Tsukie Matsuura : Tomo, sa mère
- Toshirō Mifune : Katsunosuke, l'amoureux
- Eitarō Shindō : Kahe Sasaya
- Sadako Sawamura : Owasa, sa femme
- Akira Ōizumi (ja) : Bunkichi
- Jūkichi Uno : Yakichi Ogiya
- Masao Shimizu : Kikuoji
- Daisuke Katō : Tasaburo Hishiya
- Toshiaki Konoe (ja) : le seigneur Harutaka Matsudaira
- Hisako Yamane : sa femme
- Toranosuke Ogawa : Yataemon Isobe
- Eijirō Yanagi : le faux-monnayeur
- Kikue Mōri : Myokai, la nonne

## Critique
À l'occasion d'une diffusion télévisée en 1996, Philippe Piazzo écrivait dans Télérama :
« Adapté d'un roman du XVIIe siècle, le film de Kenji Mizoguchi dépeint les mœurs féodales du Japon. Chaque épisode de la vie de O'Haru met en lumière la forte hiérarchie sociale et patriarcale qui régit le pays. La femme reste une victime, qu'elle soit mère ou putain. O'Haru perd peu à peu tout ce qui, pour elle, a de la valeur. Mizoguchi (l'admirable réalisateur des Contes de la lune vague après la pluie) filme ces étapes vers la déchéance avec une apparente distance, en miniaturiste : avec lui, un élément du décor peut prendre autant d'importance qu'une péripétie. Le plan fixe d'un paravent suggère une séparation. Des cheveux coupés, la branche d'un arbre ou un éventail sont filmés avec autant d'attention que le visage de l'héroïne. Ce souci du détail donne à chaque scène une force symbolique qui dépasse l'anecdote. Pour l'apprécier, il faut accepter la lenteur et l'absence de progression dramatique du récit qui épouse le tempérament du personnage principal. Car O'Haru elle-même semble prise dans un cercle sans fin. Elle traverse les épreuves avec une égale abnégation. À travers son renoncement, le cinéaste suggère que l'essentiel de la vie se trouve peut-être dans le détachement des biens terrestres. »